# Avenue Édouard-Vaillant (Pantin)
Pour les articles homonymes, voir Avenue Édouard-Vaillant.
L'avenue Édouard-Vaillant, est l'une des artères principales de Pantin. Située dans l'alignement de l'avenue de la République à Aubervilliers, son tracé correspond à celui de la Route Départementale 20, c'est-à-dire l'ancien chemin de Saint-Denis au Pré-Saint-Gervais.

## Situation et accès

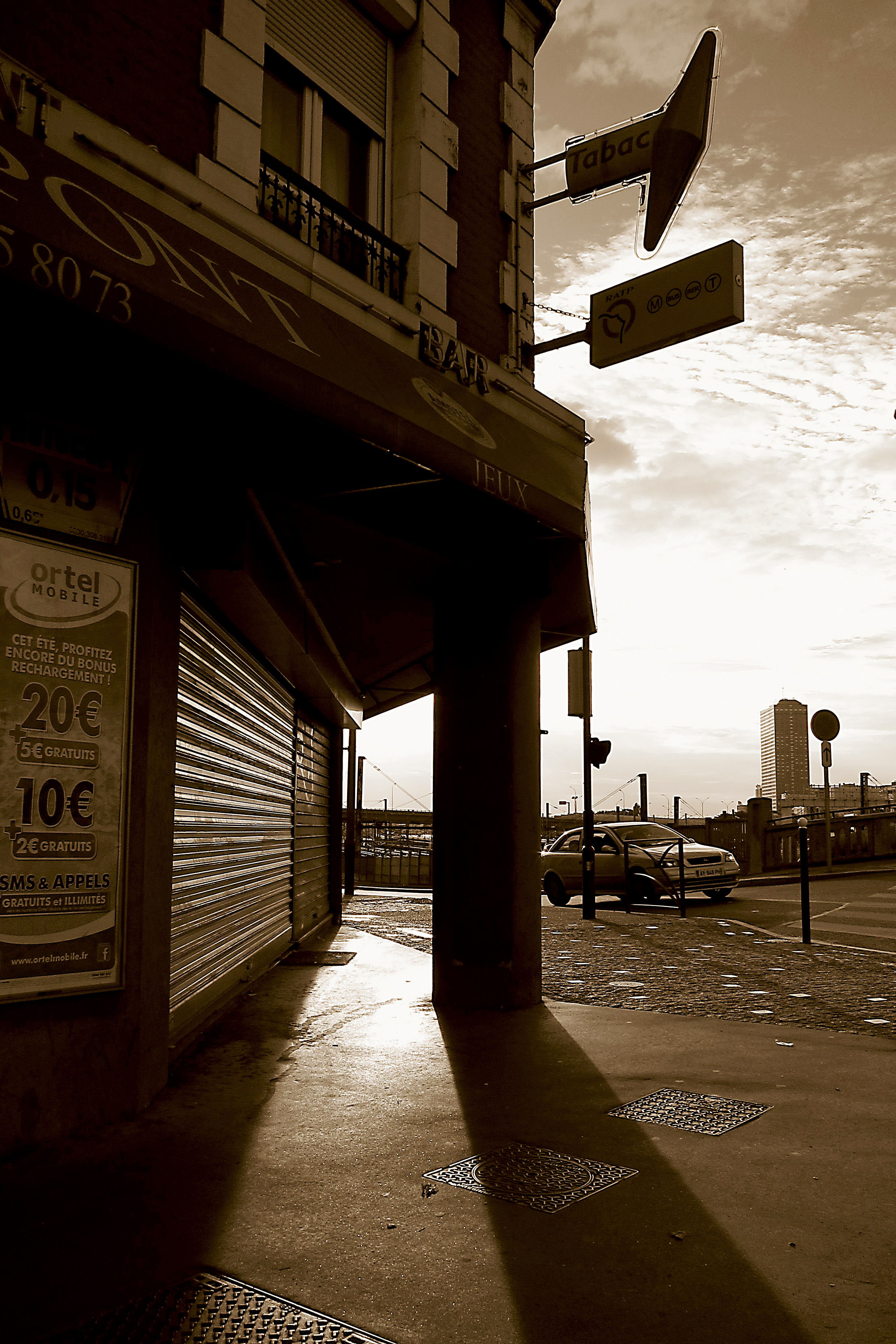
Pantin - 25 Avenue Édouard-Vaillant.

L'avenue est desservie par la gare de Pantin et la station de Métro Aubervilliers - Pantin - Quatre Chemins, sur la ligne 7 du métro de Paris.
Dans son parcours, elle rencontre notamment:
- La rue Magenta et la rue Denis-Papin
- La rue Sainte-Marguerite
- La rue Lapérouse, proche du square éponyme
- La rue du Chemin-de-Fer à Paris et Pantin, au niveau de la place Jean-Moulin

## Origine du nom
Elle porte le nom d'Édouard Vaillant (1840-1915), homme politique français.

## Historique

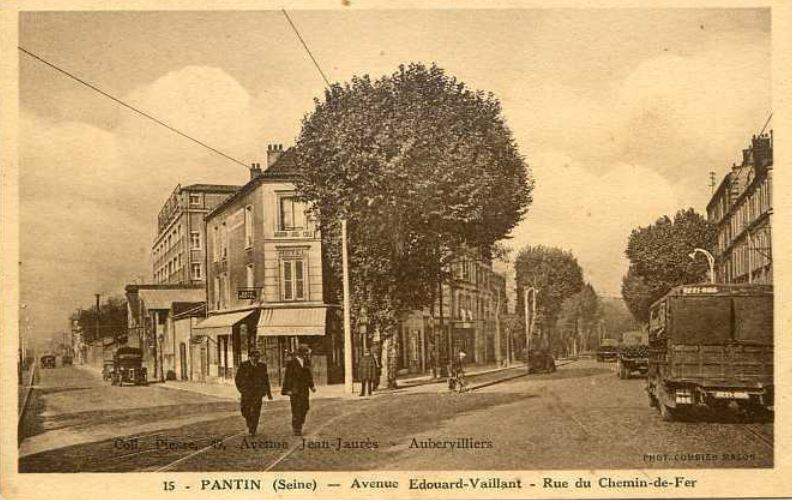
Carrefour de l'avenue Édouard-Vaillant et de la rue du Chemin-de-Fer.

Cette avenue fait partie de la route qui menait du Pré-Saint-Gervais à l'Abbaye de Saint-Denis.
Vers 1860, est créée une parcelle délimitée par cette rue et la route de Flandre (aujourd'hui avenue Jean-Jaurès), puis lotie en 1873. Plusieurs rues y sont percées, et l'ensemble est cédé à la commune.
À la fin du XXe siècle, le site industriel de la chocolaterie Perron, hérité de l'entreprise Valentin installée ici en 1802 et à laquelle succédèrent les établissements Clément, est démoli pour faire place à un square. La cheminée en a toutefois été conservée.
En 2009, dans le cadre de la rénovation des Grands Moulins de Pantin, la rue a été réaménagée.

## Bâtiments remarquables et lieux de mémoire
- La Cité Fertile, installée sur une friche industrielle[4].
- Bains-douches municipaux de Pantin, édifiés en 1924, au cœur du quartier ouvrier des Quatre-Chemins, dans l’enceinte de l’actuel square de La Pérouse[5],[6]. L'édifice a été conçu par l’architecte communal Désiré Letailleur.
- La salle Jacques-Brel, une salle des fêtes datant de 1875, par la suite renommée en hommage au chansonnier belge Jacques Brel[7],[8].